# Скагеррак (система электропередачи)
Скагеррак (система электропередачи) — высоковольтная система передачи электроэнергии постоянного тока (HVDC), линии которой пролегают между датским Виборгом и норвежским городом Кристиансанн через пролив Скагеррак. Принадлежит норвежской государственной компании Statnett и Energinet.dk в Дании.
Объединяет норвежскую энергосистему, основанную на гидроэнергетике, с датской, на основе энергии ветра и тепла. В процессе эксплуатации это позволяет использовать больше возобновляемой энергии в структуре энергопотребления и более эффективно использовать электричество.
Skagerrak 1 и 2 мощностью 500 МВт был введен в эксплуатацию в 1976-77 годах (модернизированы в 1993-м), а Skagerrak 3 мощностью 500 МВт начал функционировать в 1993 году (модернизирован в 2014-м).

## Технические особенности
Протяженность системы Скагеррак 1-3 — 240 км (113 км воздушной линии и 127 км подводного кабеля), системы Скагеррак 4 — 244 км (104 км воздушной линии и 140 км подводного кабеля).
Мощность системы — 1700 мегаватт (МВт): Скагеррак 1-2 — 500 МВт, Скагеррак 3 — 500 МВт, Скагеррак 4 — 700 МВт.
| Полюс | Напряжение переменного тока            | Напряжение постоянного тока |
| ----- | -------------------------------------- | --------------------------- |
| 1-2   | 300 кВ (Кристиансанн), 150 кВ (Виборг) | 250 кВ                      |
| 3     | 300 кВ (Кристиансанн), 400 кВ (Виборг) | 350 кВ                      |
| 4     | 400 кВ (Кристиансанн), 400 кВ (Виборг) | 500 кВ                      |

Наземные части системы и в Норвегии, и в Дании используют воздушные линии для передачи электроэнергии на преобразовательные подстанции.
Неподалёку от города Аггерсунда (Дания) одноимённый пролив пересекала воздушная линия на 70-метровых опорах (в 1970-е это были самые высокие опоры линий электропередачи постоянного тока в Европе) с пролётами в 470 метров. Позднее эту линию заменили подводным кабелем.
По такому длинному подводному кабелю передача на переменном токе была бы неосуществима, поскольку слишком большая ёмкость кабеля генерировала бы большую реактивную мощность, а энергосистемы Норвегии и Ютландии не были синхронными.
Коэффициент потерь при передаче составляет 4 %.